# Gila Gamliel
Gila Gamliel (in ebraico גִּלָּה גַּמְלִיאֵל‎?; Gedera, 24 febbraio 1974) è una politica israeliana, ministro dell'intelligence di Israele dal 2023 nel governo Netanyahu VI e membro della Knesset per il Likud. In precedenza è stata ministro dell'eguaglianza sociale e ministro della protezione ambientale.

## Biografia
Gamliel è nata a Gedera, Israele. Suo padre Yosef Gameliel era di una famiglia ebrea-yemenita e sua madre Aliza era di una famiglia ebrea-libica originaria di Tripoli. Ha cinque fratelli maggiori. La famiglia di suo padre, i Gamliel, è una grande famiglia di ebrei yemeniti nel luogo di nascita di Gila, Gedera. Anche altri membri della famiglia di Gila sono politici: suo fratello, Chaim, era presidente del Likud a Gedera; suo fratello, Yoel Gamliel, è sindaco di Gedera; e un altro parente, Aryeh Gamliel, è un ex membro della Knesset per Shas.
Entrambi i suoi genitori sono poi immigrati in Israele. Gamliel ha studiato alla Ben-Gurion University of the Negev, dove si è laureata in storia medio orientale e filosofia e ha poi preso un dottorato in filosofia. Durante il suo periodo da studentessa, è stata eletta presidente del sindacato studentesco dell'università. È stata rieletta alla carica dopo che il suo ragazzo, Sagiv Assulin, aveva rimosso i membri che si opponevano alla candidatura di Gamliel dal consiglio direttivo dell'associazione. È stata anche la prima donna presidente della National Students' Association. In seguito si è laureata in legge alla Ono Academic College e ha conseguito un master in legge alla Bar-Ilan University.

## Carriera
Per le elezioni del 1999, Gamliel si è piazzata al 25º posto nella lista del Likud, ma ha perso il posto alla Knesset quando il partito ha vinto solo 19 seggi. Nel 2003, ha sorprendentemente ottenuto l'11º posto nella lista del Likud per le elezioni di quell'anno, davanti a diversi ministri di gabinetto. È diventata membro della Knesset quando il partito ha vinto 38 seggi, dimettendosi da capo del sindacato studentesco dell'Università Ben-Gurion. Dopo la sua elezione alla Knesset, la polizia ha deciso di aprire un'indagine sul sospetto trasferimento di fondi studenteschi a una società privata. È stata anche accusata di aver ricattato un collega membro del consiglio studentesco per mantenere all'epoca la presidenza dell'associazione studentesca dell'Università Ben-Gurion del Negev. Gamliel ha negato entrambe le accuse. Nel novembre 2003, la polizia antifrode ha deciso di interrompere le indagini contro di lei per mancanza di prove sufficienti.
Nel giugno 2003, lei e altri tre parlamentari del Likud sono stati sospesi dal partito per tre mesi dopo aver votato contro la politica economica del governo. Durante il suo primo mandato alla Knesset, ha presieduto la commissione sullo status delle donne e nel marzo 2005 è stata nominata viceministro dell'agricoltura. 
Nelle elezioni del 2006 Gamliel, inserita al 38º posto nella lista del Likud, ha perso il seggio. Nelle elezioni del 2009 è tornata alla Knesset. Il 1 ° aprile 2009, il primo ministro Benjamin Netanyahu ha nominato Gamliel viceministro nell'ufficio del primo ministro nel suo nuovo governo, con il portafoglio del progresso dei giovani, degli studenti e delle donne. 
Nelle elezioni del 2013 è stata rieletta alla Knesset. È stata inoltre rieletta alle elezioni del 2015, dopodiché è stata nominata Ministro per gli anziani nel nuovo governo (ribattezzato Ministro per l'uguaglianza sociale nell'agosto 2015).